# Dolná Trnávka
Dolná Trnávka (in ungherese Alsótárnok) è un comune della Slovacchia facente parte del distretto di Žiar nad Hronom, nella regione di Banská Bystrica.